# Гута-Домброва
Гута-Домброва (пол. Huta-Dąbrowa) — село в Польщі, у гміні Кшивда Луківського повіту Люблінського воєводства.
Населення — 1272 особи (2011).

## Демографія
Демографічна структура станом на 31 березня 2011 року:
|          | Загалом | Допрацездатний вік | Працездатний вік | Постпрацездатний вік |
| -------- | ------- | ------------------ | ---------------- | -------------------- |
| Чоловіки | 641     | 159                | 437              | 45                   |
| Жінки    | 631     | 154                | 379              | 98                   |
| Разом    | 1272    | 313                | 816              | 143                  |